# Масяково
Мася́ково (рос. Масяково) — присілок у складі Кігинського району Башкортостану, Росія. Входить до складу Абзаєвської сільської ради.
Населення — 225 осіб (2010; 213 в 2002).
Національний склад:
- башкири — 95 %